# 巨乳まんだら王国。
巨乳まんだら王国。（きょにゅうまんだらおうこく、英: Mandala Kingdom of Big Tits）は、大阪府出身のロックバンド。「教祖」のイコマノリユキが高校時代の1990年、軽音楽部で結成（「建国」と称する）。1999年8月10日正式活動開始で、8月10日は「建国記念日」としている。R and Cからインディーズデビュー し、現在自主レーベルのまんだらレコード所属。
ボーカルで教祖のイコマノリユキは変態ヘヴィロッカーを自称しているだけあって、メタル、ファンク、ポップ、テクノ、パンク、ヘヴィーロック等をベースとする歌謡テイストを利かせた楽曲は下ネタのオンパレードである。巨乳まんだら王国の信者（ファン）は巨まん王国民と呼ばれる。

## メンバー
- 教祖、マサオを中心に出られる人が出る、ライブ出欠確認制度をいち早く導入し、スケジュール・地方によって出演メンバーが異なる。
- 実際にギターが風疹でライブをお休みして、ただの音量のデカイカラオケ大会みたいになったこともある。
- すぐに他のバンドの気の合う人をメンバーにしたがる。
- 出たい人が多くなった場合、狭いステージに14人ぐらいになる。その時ステージ上は動きにくく息苦しくなるので曲によって、好きな曲、出たいところだけ出る出欠確認を取る方法もある。
- 阿部貴族はそういう時、先輩後輩にうるさい。

### 王国幹部
- 教祖イコマノリユキ（9月18日 - ）ボーカル&エレクトロニクス
- ゴリ国王（11月10日 - ）ギター
- スナイパー勃起 (たつ)（2月4日 - ）KAOSSギター
- リュウタロ殿下（3月26日 - ）ギター
- さとレックス侯爵（1月15日 - ）ベース
- 怪盗マッシュ（11月7日 - ）ドラム
- 阿部貴族（4月24日 - ）ダンサー&コーラス
- マーニ長官（1月14日 - ）ダンサー&コーラス
- さわ世界紀行（7月25日 - ）ダンサー&コーラス
- カズネリアス伯爵（3月26日 - ）ダンサー&コーラス
- 妖精お兄ちゃん（8月22日 - ）ダンサー&コーラス
- ラオ大佐（9月29日 - ）ダンサー&コーラス
- 交通整理（12月1日 - ）DJ&モッシュ
- アルプス乃宮様　ダンサー
- マサオ（16代目）（10月10日 - ）ベース&ドラム&ダンサー&コーラス&CPU

### 隠居中王国幹部
- 吉良伯爵　ギター
- ゴムサック教授（12月6日 - ）チビッコ&ギター
- ナカチュウ左大臣　ベース
- 星王子　ベース
- 真吾殿下　ドラム
- ひろ☆料理長（5月16日 - ）ドラム
- 竿自慢艦長（6月7日 - ）ドラム&コーラス

### ゲストメンバー
- ウルトラ・ザ・上ちゃん
- 焼肉屋テリー
- モーリー非常勤講師
- アンダーヘア係
- プリンセス中野（中野美奈子）

## ディスコグラフィー

### シングル
- ホルスタイン（2003.5.24）
- ちん毛（2004.5.22）
- 大人になってもパンツにウンコの染みがアル（2010.5.5）
- 顔射（2011.6.29）
- 餃子の国王（2020.8.26）

### アルバム
- 皇国不完全マニュアル1+2+3（2001.12.30）
- 王国民洗脳教育セット（2004.07.21）
- ぶっかけぅどん（2011.09.28）
- ちん毛02（2014.10.18）
- 巨乳まんだら王国。大百科（2018.07.04）

### 参加オムニバス
- ATTACK（2002.10.16）
  - 17. 肛門
- 聴視激エンターテイメント!!2（2004.8.25）
  - 10. 大きなクリの木下さん
  - 11. 地球防衛戦隊キョマン

## 活動記録

### 1990年 - 1998年
高校時代の結成メンバーも入れ替わり教祖と国王だけになる。当初教祖はドラム。
ライブもせずに只ひたすら二人きりでスタジオに篭ってセッションの日々。

### 1999年（4本）
◆吉良伯爵とマサオ初代を迎えてライブ活動開始
- 8月10日 (火) 大阪・心斎橋バハマ
with / modern venus
- 10月19日 (火) 大阪・心斎橋バハマ
with / カチカチ山
- 12月17日 (金) 大阪・心斎橋バハマ
with / Ronis / HundredMegaBites
- 12月31日 (金) 大阪・梅田RainDogs
「カウントダウンイベント躍動2000」
with / Ronis
◆阿部貴族誕生！

### 2000年（24本）
- 2月20日 (日) 大阪・梅田バリハイ
- 2月24日 (木) 大阪・心斎橋バハマ
- 3月5日 (日) 大阪・大阪城公園
with / アックスボンバー (斧爆弾)
- 3月26日 (日) 大阪・梅田EST1横　路上ゲリラライブ
- 3月31日 (金) 大阪・梅田EST2横　路上ゲリラライブ
- 4月9日 (日) 大阪・香里園ゆーぼー
- 4月12日 (水) 大阪・心斎橋バハマ
- 4月16日 (日) 大阪・梅田光明アムホール
- 5月21日 (日) 東京・目黒ライブステーション「漢企画」
with / 若詐欺 / 腐乱シュタイナー / 蛸殴総本山 / りっとねるじんま
- 5月30日 (火) 大阪・西九条ブランニュー
with / サイレン / JOINT CREW / パロディ・ドライブ・トリップス / 藍田 真一
- 6月3日 (土) 大阪・心斎橋バハマ
with / Adam / Reizend Weld
- 6月25日 (日) 大阪・エムキューブ (心斎橋ミヤコ楽器3F)
with / 義兄弟 / 路（みち）/
- 6月29日 (木) 大阪・西九条ブランニュー
with / はっちゃんマン2号 / SATOSHI / かぜぐるま / SHOEBIT
- 7月9日 (日) 大阪・心斎橋バハマ
with / orange SHOP / Pink cigarette shop
- 7月19日 (水) 大阪・難波ひっかけ橋　路上ゲリラライブ
- 8月6日 (日) 大阪・難波ひっかけ橋　路上ゲリラライブ
- 8月11日 (金) 大阪・難波ひっかけ橋　路上ゲリラライブ
- 8月25日 (金) 大阪・難波ひっかけ橋　路上ゲリラライブ
- 8月30日 (水) 大阪・心斎橋バハマ
with / dumo / Crow Bitz
- 9月22日 (金) 大阪・京橋　路上ゲリラライブ
- 9月29日 (金) 大阪・心斎橋バハマ
with / SteAd / Fishees
- 10月20日 (金) 大阪・難波ひっかけ橋　路上ゲリラライブ
- 11月24日 (金) 大阪・難波ひっかけ橋　路上ゲリラライブ
- 12月9日 (土) 東京・目黒ライブステーション
「～漢企画～異種格闘技戦」
with / AxtionBitz / AIMING HIGH / DESTINY / CORAL

### 2001年（16本）
- 1月25日 (木) 大阪・西九条ブランニュー
with / Edgware / Green Peace / Burst!Lad?Crucker / Good Morning Japan
- 2月24日 (土) 大阪・心斎橋バハマ
巨まん主催イベント「ケツム博覧会会場」
with / ハニーバニー / ナイトな夜
◆キラ伯爵、シンゴ殿下、ナカ中左大臣脱退！
- 3月2日 (金) 兵庫・神戸スタークラブ
dumo主催イベント『世にも奇怪な物語 VOL.4』
with / dumo / ガガガSP / 蛮唐楽団 / ソープランド揉美山 / D.D.D.
- 4月19日 (木) 大阪・心斎橋ミューズホール
with / ダイナマイトC / ロゴミント / DA UmBO
- 5月13日 (日) 大阪・西九条ブランニュー
with / SHAKE / ボンバーズ / バーベル / MESSA GOSSA
- 5月19日 (土) 大阪・ワッハ上方演芸ホール「あーとふぇすてぃばる」
- 6月1日 (金) 大阪・阿倍野近鉄百貨店前 路上ゲリラライブ
- 6月7日 (木) 大阪・難波ロケッツ
with / 花団 / プレリュード / セックスマシーン
- 6月9日 (土) 岡山・岡山ペパーランド
ソープランド揉美山企画「シックスナインの日」
with / ソープランド揉美山 / MUSHA×KUSHA / マメマーメ / thee Life Laundry
- 6月30日 (土) 兵庫・神戸スタークラブ
「五次元のやかたvol.2」
with / THE LONDON STYLE [O.A] / 花団 / ソープランド揉美山 (from岡山) / JACK BADRA (from東京) / dumo / アナル玄藩 / バミューダ★バガボンド
- 7月14日 (土) 兵庫・神戸スタークラブ
「巨乳vsタコvs倭ジェロ」
with / UNSCARRED / ウェスタンヒーロー / 蛸殴総本山 / 倭製ジェロニモ＆メル・ギブソンズ
- 9月22日 (土) 大阪・西九条ブランニュー
with / ナイトな夜 / STARS'N STRIPES(f.東京) / ELEGANT MOL DOG / SourCream
- 10月6日 (土) 岡山・岡山クレイジーママ2
thee Life Laundry主催イベント ～セーラー服反逆同盟～
with / CNP / ソープランド揉美山 / carburattors / thee Life Laundry / KETCHUPHEADS
- 10月20日 (土) 兵庫・神戸パインフィールズ
セクマシ主催イベント『夜の帝王』
with / セックスマシーン / Musha×Kusha (高知) / サイクロン / THE LONDON STYLE / MURDUR JET / 伍色
- 12月30日 (日) 岡山・岡山クレイジーママ2
with / dumo / audiotee / Wolf Mother Ship / SUPER SONIC / CNP / thee Life Laundry / ソープランド揉美山 / KETCHUPHEADS / アイドル倶楽部
- 12月31日 (月) 大阪・心斎橋サンホール
with / ナイトな夜 / THE 3PEACE / and more...

### 2002年（31本）
- 2月3日 (日) 京都・祇園ウーピーズ
花団主催イベント「第八回団子祭～節分編～」
with / dumo / Emmie the STRIPPER / ジャックバドラ / 花団
- 3月10日 (日) 大阪・西九条ブランニュー
- 3月16日 (土) 兵庫・神戸三宮アートハウス
アナル玄藩レコ発
with / MONKY DEAD / 大和 / ReDread Mohican / CRITICISM ARMAMENT / アナル玄藩
- 3月17日 (日) 神戸・三宮おっぱい山公園 路上ゲリラライブ
with / 蛸殴総本山 / dumo
- 3月30日 (土) 兵庫・西宮苦楽園YELLOW JACKETS
- 4月29日 (月) 兵庫・神戸スタークラブ
みどりの日ソープランド揉美山レコ発
with / 三八式歩兵銃 / マヘンドラセンタープール前 / dumo / ウェスタンヒーロー / 花団 / ソープランド揉美山
- 5月5日 (日) 大阪・天王寺アリス
with / 物集女 / ハニーバニー / ソープランド揉美山 / BE GREAT / MUSHA×KUSHA
- 5月6日 (月) 京都・祇園ウーピーズ
花団主催イベント「第十回団子祭 ～宴だよ、全員集合～」
with / 花団 / ガガガSP / STANCE PUNKS / 鴨川 / ソープランド揉美山 / SABOTEN / ギトギトハスラ→ / サンボマスター / MUSHA×KUSHA / スモーキン / メガマサヒデ / ザ・サイクロンズ / マキシマム・ザ・ホルモン / おやつ / なかやまきんに君 / 水玉れっぷう隊 / and more...
- 6月1日 (土) 大阪・やぐら茶屋 (梅田DDハウス内)
「全国変態バンド連合組合関西支部」定例会
with / dumo / セックスマシーン / 三八式歩兵銃 / K-TRACK
- 6月9日 (日) 東京・三軒茶屋ヘブンズドア
シックスナインの日（巨乳まんだら王国祝日）
with / PRINCE ALBERT / YELLOW SOUL SOURCE / サンボマスター / ジャックバドラ
- 7月20日 (土) 大阪・千日前クラブウォーター
まつながさん企画『150人以上きたら祝!丸坊主！100人以下でも丸坊主！』
with / ギトギトハスラ→ / BRAINFALURE (from北京) / ガーリックボーイズ
- 7月26日 (金) 兵庫・神戸スタークラブ
アナル玄藩主催イベント『あしたのために (その2) ～鬼畜大変態～』
with / アナル玄藩 / 花団 / dumo / 大日本意識革命軍 狂暴(東京) / THE ZIPPERS(東京) / MONKEYEAD / CBB / メガマサヒデ / THE LONDON STYLE / BIG HAND FAMILY / アックスボンバー / ギトギトハスラ→ / 大和(東京) / ザ・たこさん / THE SEEKERS / DA.UmBO / REBEL YOUTH
- 8月4日 (日) 兵庫・神戸スタークラブ
with / K-TRACK / 温泉マッカートニー / マヘンドラセンタープール前 / ハラショー / dumo / 蛸殴総本山 / Planet Gold 2003 / ソープランド揉美山
- 8月11日 (日) 兵庫・神戸音屋
with / K-TRACK / dumo / とめ。 / 弾出雷音 / MURDER JET / MIX PANTHER / DJ-HIROKO*TETSUO
- 9月1日 (日) 兵庫・神戸スタークラブ
祝！セックスマシーンレコ発ファイナル！！『明日への活力 vol.5』
with / POGO STICK / ガガガSP / サイクロン / スモーキン / MARGALINE / ユウテラス / 花団 / セックスマシーン
- 9月16日 (月) 大阪・天王寺アリス
with / ☆ハダカACE☆ / GEAR / 全国双子代表
- 9月22日 (日) 兵庫・神戸スタークラブ
with / メガマサヒデ / レトロ本舗 / ハラショー / ウェスタンヒーロー / ハンサム兄弟 / K-TRACK / ソープランド揉美山 / ワタナベフラワー / 花団
- 10月5日 (土) 兵庫・東加古川スターダンス
まりも企画『性春謳歌～第四幕～』
with / 花団 / ユウテラス / BASH / セックスマシーン / サンボマスター / マッスルドッキング / メガマサヒデ / マキシマム・ザ・ホルモン
- 10月26日 (土) 山陽学園短期大学 D棟201
第33回山陽学園大学祭『LOVE☆MANIAC』
with / UP-WARD / ねこまんまJAPAN / 花団 / ひげちゃびん
- 11月2日 (土) 千葉・柏Club Zax
with / GREEN SURF / ジャックバドラ / BULB
- 11月3日 (日) 東京 秋葉原 CLUB GOODMAN
with / bellytree the distortion / キャブレターズ / サンボマスター / ジャックバドラ
- 11月4日 (月) 兵庫・神戸スタークラブ
花団企画『団子祭 変態の宴編』
with / 花団（幹事） / BLUE3（福島）/ ジャックバドラ（東京）/ ソープランド揉美山（岡山）/ MUSHA×KUSHA（高知）/ RED BACTERIA VACUUM（東京）/ アナル玄藩（神戸）/ DUMO（神戸）/ たき火 / 物集女（京都）/ ラ・ヘゲモニーズ / K-TRACK（神戸）/ むらとりやすしのカラオケギターショー（ソロ）
- 11月16日 (土) 東京・八王子RIPS
マキシマム・ザ・ホルモン企画『ガチンコ5曲勝負』
with / THE YOUNGMAN PSYCHO BLUES / セックスマシーン / サンボマスター / THEチビッコGANGS / GONGON(B-DASH) / 花団 / BONKIN'CLAPPER / ソープランド揉美山 / CULT OF PERSONALITY / 30%LESSFAT / 赤SHACHI(10-FEET) / MUSHA×KUSHA / SHACHI / マキシマム・ザ・ホルモン
- 11月22日 (金) 岡山・岡山クレイジーママ2
ソープランド揉美山企画『ケダモノだもの』
with / サンボマスター / 花団 / BOZO / ソープランド揉美山 / mic;sun / MUSHA×KUSHA / thee Life Laundry
- 11月23日 (土) 兵庫・姫路マッシュルーム
with / MOVE.R / BASH / HANDMADE COOKIES / バーニー動物病院 / MEN-SOUL / SORA / ソープランド揉美山 / ZORO
- 11月24日 (日) 大阪・心斎橋PIPE69
with / NO SINKER / SPLIT SHOT / うさぎ / ストロベリーソングオーケストラ / 零零武装 / MUSHA×KUSHA / ソープランド揉美山
[DJ] ATSUSHI MATSUMOTO (UTABAN)
- 12月8日 (日) 愛知・名古屋サンセットストリップ
オムニバス「ATTACK」レコ発
with / THE CLUTCH / ザ☆阿部 / 花団 / サンボマスター / PRINCE ALBERT / ジャックバドラ / マイカー共済
- 12月22日 (日) 東京・池袋マンホール
オムニバス「ATTACK」レコ発
with / ジャックバドラ / LOVE RABBITS / 仏陀頭 / MURATORIX / mic;sun / ZIONG HEAD / O-Front / MUSHA×KUSHA / 花団 / and more…
- 12月23日 (月) 東京・池袋マンホール
オムニバス「ATTACK」レコ発
with / ジャックバドラ / DX CHOCO / スウナメROOTS / PRINCE ALBERT / Yellow Soul Source / サンボマスター / ワチャビンズ / ソープランド揉美山 / and more...
- 12月29日 (日) 兵庫・神戸スタークラブ
『世にも奇抜な物語 vol.2』
with / マヘンドラセンタープール前 / 温泉マッカートニー / 死殺団 / ナイトな夜 / dumo / 劇団ライオンバス / ソープランド揉美山 / 花団
- 12月31日 (火) 兵庫・神戸スタークラブ
『高架下大パニック2003』
with / 倭製ジェロニモ&ラブゲリラエクスペリエンス / 鉄と鉛 / 蛸殴総本山 / ザ・ローリングチョップ / dumo / K-TRACK / NO MEAN THE THREE / ワタナベフラワー
[MC] 金粉・銀粉

### 2003年（31本）
- 1月4日 (土) 兵庫・神戸スタークラブ
セックスマシーン企画『明日への活力！新春番外編』
with / CloveR / 花団 / セックスマシーン
- 1月24日 (金) 兵庫・神戸スタークラブ
with / SORA / サイクロン / ナップサック / K-TRACK / お豆くんお豆さん / dumo
- 2月1日 (土) 大阪・天王寺アリス
with / 乱舞 / BOMB SHOP / CROWS / RED BACTERIA VACUUM / ばななあんにん / ナルシスト侍
- 2月3日 (月) 大阪・天保山ベイサイドジェニー
『笑いま専科～節分の日SP～』
with/ ニューロティカ / 花団
[ 芸人] ランディーズ / 笑い飯
- 2月8日 (土) 京都・祇園ウーピーズ
『団子祭2days～変態達のレコ発編～』
with / ちょんまげ / ソープランド揉美山 / PRINCE ALBERT / ジャックバドラ / 花団
- 2月9日 (日) 奈良・奈良ネバーランド
『団子祭2days～変態達のレコ発編～』
with / キラコン / Slapstick Comedy / PRINCE ALBERT / 花団 / ジャックバドラ / ソープランド揉美山
- 2月19日 (水) 兵庫・東加古川スターダンス
まりも企画『青春謳歌～第七幕・マリモ誕生祭～』
with / ガガガSP / 花団 / ユウテラス / PAN / ザ・マスミサイル / BASH
- 3月2日 (日) 大阪・天保山ベイサイドジェニー
まいこん＆もーみ共同企画『花団送別会～勢いだけの場所編～』
with / とめ。 / CloveR / MUSHA×KUSHA / BURL / RED BACTERIA VACUUM / 赤犬Light / 花団
- 3月8日 (土) 兵庫・神戸スタークラブ
with / MCC / 温泉マッカートニー / 膀胱チョップ / クッダチクレロ / BIG BONUS / dumo / もののふ / 黒色青年
- 3月15日 (土) 兵庫・神戸スタークラブ
祝！セックスマシーンレコ発『明日への活力！レコ発』
with / MIX PANTHER / ハイキックス(東京) / オクトパスピチ(松山) / The ballow gangs / セックスマシーン(神戸)
- 3月26日 (水) 高知・高知キャラバンサライ
MUSHA×KUSHA&T.O.T企画『The End』
with / ウエスタンヒーロー / Hi-TOUCH Rookies / THE LILACS / シゲキックス / TIMEBOKAN / MIX PANTHER / and more...
- 4月12日 (土) 横浜・関内B.B.ストリート
スモーキン企画『MIX UP vol.12』
with / The☆hammers / カレッジ / bellytree the distortion / Safety Second / スモーキン
- 4月13日 (日) 東京・秋葉原 CLUB GOODMAN
with / LOVE RABBITS / DX CHOCO / ワチャビンズ / ジャックバドラ
- 4月26日 (土) 愛知・名古屋鶴舞デイトリップ
with / BEAST EMPTY / 愚童 / 赤吊燈 / 牙 / THE IRONS / 四日市ぜんそく / THE BOPS / THE SLAVE MASTER CONNECTION / THE MAD DOGS
- 4月27日 (日) 三重・津ベースワン
with / LEMO$KNICO / MEISTER / 銃声 / ギトギトハスラ→ / 鼓膜
- 5月4日 (日) 兵庫・神戸スタークラブ
『世にも奇抜な物語ゴールデンオールナイトスペシャル』
with / MCC / 海抜5000m / ソープランド揉美山 / サンボマスター / PLANET GOLD 2004 / アナル玄藩 / 百怪の行列 / 蛸殴総本山 / dumo / クッダチクレロ / H / ワチャビンズ / BLUE3 / 温泉マッカートニー / ZARIGANI 5 / 膀胱チョップ / ナイトな夜   [秘ゲスト] セックスマシーン / 花団
◆阿部貴族隠居
- 5月24日 (土) 兵庫・神戸スタークラブ
『日本発狂vol.9 メガレコ発オールナイト』
with / THE LONDON STYLE / PO-GO STICK / ゴールデンローファーズ / Re Dread Mahican / ジーシーズ / デッドテルワイヤーズ / サンボマスター / ドーベルメン01 / セックスマシーン / 赤犬 / アナル玄藩 / 死殺団 / ユウテラス / メガマサヒデ   [DJ] ポーリーいがらし / チェリーボウイ
◆1stシングルCD-R『ホルスタイン』発表
- 9月15日 (月) 兵庫・神戸スタークラブ
dumo主催『dumo5周年記念ライブ』
with / ナイトな夜 / K-TRACK / ソープランド揉美山 / ボディーアタック / dumo
◆マーニ長官誕生！
- 9月28日 (日) 岡山・岡山クレイジーママ2
「毎年恒例★シオリーナch.・マキサン・ナオキッス
モーリー・きよちゃん・教祖イコマノリユキ合同誕生日会」
with / the ノリノリサーファーズ(岡山) / ナイトな夜 / crows(名古屋) / カラスプリンス(岡山) / クロールアップ(高知) / CONCRE(広島) / マシリト(東京) / THE PISTOLKING(東京) / CNP(岡山) / dumo(神戸) / thee Life Laundry(岡山) / BOZO(松山) / 鉄卍男(岡山) / THE SNEAKERS(東京) / 蓮極(岡山) / セックスマシーン(神戸) / ソープランド揉美山(岡山)
- 10月13日 (月) 東京・新宿ACBホール
くり＆きくちかずゆき企画Vol.3
with / ドラ・ドラミ(オープニングコント) / サンボマスター / 眼球 / THE ROLLING MAN / SLUG GO! / 神宮マン / 超新塾 / 花団 / デリシャスウィートス
- 10月18日 (土) 岡山・岡山ソワニエ看護専門学校 ～学園祭～
with / ナイトな夜
- 10月23日 (木) 大阪・福島LIVE SQUARE 2nd LINE
マーキー＆直海企画『狂喜乱舞』
with / MUSHA×KUSHA / T.O.T / WOLVERINE / 乱舞 / BLAST-ONE / 仏滅 / 破廉恥姫 / and more...
- 10月25日 (土) 東京・渋谷屋根裏
リカちゃん企画『アチャコ!!』
with / おばけえんとつ / 花団 / メガマサヒデ / サンボマスター / オナニーマシーン
- 10月31日 (金) 大阪・天保山ベイサイドジェニー
アナル玄藩主催『アナルナイト』444名限定！！
with / ソープランド揉美山 / LOST IN TIME / アナル玄藩 / 鳥肌 実
- 11月2日 (日) 愛知・名古屋新栄サンセットストリップ
with / MURATORIX / マイカー共済 / デラ☆キングス / ザ☆阿部 / 07-Method / STAND AND POST
- 11月23日 (日) 兵庫・神戸スタークラブ
『世にも奇抜な物語 vol.4』
with / 海抜5000m / 膀胱チョップ / ナイトな夜 / マヘンドラセンタープール前 / dumo / Hug Toy's Circus / ボディーアタック / ザ・ラジカルズ
- 11月29日 (土) 岡山・岡山クレイジーママ2
with / ヂ★ライフランドリー / CNP / Jet Radio / カウアバンガ / GO OUT / ライフベイト(四国)
- 12月6日 (土) 大阪・西中島AQUA HALL
with / D.D.T SPECIAL / Noweed / AIR BALL / No Sinker / and more.
- 12月21日 (日) 大阪・難波クラブウォーター
六ちゃん企画『千日前大戦争』
with / CHERICKS / the Staggs / ザ・ねこどおり / ミルクティース / 軍艦 / ゴーグルエース / ザ・たこさん
- 12月30日 (火) 兵庫・神戸スタークラブ
『世にも奇抜な物語 (恒例) 年末マンモスオールナイト』
with / 軍手ブラザーズ / 海抜5000m / Schau Essen / 黒色青年 / ザ・ローリングチョップ / ナイトな夜 / ワチャビンズ / 膀胱チョップ / ゴーグルエース / ソープランド揉美山 / MURATORIX / 死殺団 / dumo / 花団 / BLUEIII
- 12月31日 (水) 兵庫・神戸スタークラブ
『高架下大パニック2004』(オールナイト)
with / ゴーグルエース / ザ・ローリングチョップ / ナイトな夜 / ザ☆キャバレー / ヂ★ライフランドリー / ボディーアタック / ワチャビンズ

### 2004年（48本）
- 1月1日 (木) 兵庫・神戸CLUB BLUE PORT
with / ナイトな夜 / ザ・ローリングチョップ / THE 59ers cocksuker club band / EmergencyEXIT / NO MEAN THE THREE / and more…
- 1月10日 (土) 兵庫・神戸ブレス
『くり＆きくちかずゆき＆みゆちん企画』
with / NEIRO / マカロニ倶楽部 / 眼球 / サイクロン / エスエム / アナル玄藩 / ソープランド揉美山 / PAN / セックスマシーン / マキシマム・ザ・ホルモン
- 1月24日 (土) 東京・八王子RIPS
マキシマム・ザ・ホルモン企画『ガチンコ5曲勝負』
with / マキシマム・ザ・ホルモン / セックスマシーン / 花団 / PAN / キャメルクラッチ / 宙ブラリ / THE SNEAKERS / SABOTEN / 鉄観音 / ザ☆ペラーズ / and more...
- 1月25日 (日) 兵庫・神戸ブレス
with / K-TRACK / ボディーアタック / dumo / ROUGH NECK / SPIRAL / Re Dread Mahican / Mr.真鯛 / DJ JAMMER-J
- 2月8日 (日) 兵庫・東加古川スターダンス
with /  花団 / ソープランド揉美山 / Flower Pot Rock / もこもこーず / ワタナベフラワー / 四十八手
- 2月9日 (月) 滋賀・堅田ハックルベリー
with / 花団 / サンボマスター / DYBE / アルゼンチンバックブリーカー / BOOBY TRAP / SPIKE / P☆SOUL
- 2月10日 (火) 大阪・心斎橋サンホール
巨乳まんだら王国企画『プロジェクトGORI -G計画- vol.1』
with / dumo / FUZZ / ナイトな夜 / サンボマスター(レコ発) / 花団(レコ発)
- 2月23日 (月) 奈良・奈良ネバーランド
with / メルヘン（チック）・バズーカ / SCRATCH BOX / 京阪GIRL / セックスマシーン / 花団 / ROUGH CUT TRIGGER / ROYAL FROG
- 2月28日 (土) 兵庫・神戸スタークラブ
with / ザ・ソウルクローバーズ / ファンキーパンキー / The Mines / MCC / ROUGH CUT / TRIGGER / ROYAL FROG
- 3月5日 (金) 埼玉・熊谷VOGUE
with / Neth / 花団 / Monster Gorilla / Hi-BALL
- 3月12日 (金) 兵庫・神戸CLUB BLUE PORT
with / PO-GO STICK / MCC / BIG JAVO & the BLACK GAMBLERS / セックスマシーン / 花団
- 3月13日 (土) 岡山・岡山クレイジーママ2
ソープランド揉美山企画『だっちの誕生日会』
with / ソープランド揉美山 / 花団 / QP-CRAZY / L.B.F. / ザ・マッドエース / s.k.y / ヂ★ライフランドリー / フランチェスコ
- 3月14日 (日) 鳥取・米子ベリエ
おおとも企画『ナースの大仕事』
with / 花団 / ソープランド揉美山 / dumo / s.k.y / 阿ロ云 / THE SHOCKERS / THE ULTRA DROOGS
- 3月20日 (土) 東京・新宿ACBホール
with / 花団 / セックスマシーン / アナル玄藩 / NEIRO / [OA] 槍流今
- 3月27日 (土) 京都ミューズホール
花団企画『団子祭～花団デビュー＆かず誕生日おめでとう編～』
with / 花団 / セックスマシーン / アナル玄藩 / メガマサヒデ / ソープランド揉美山 / ユウテラス / ラ☆ヘゲモニーズ / ギトギトハスラ→ / CloveR / SPEEDWAY BABY / 京阪GIRL
- 4月3日 (土) 大阪・難波クラブウォーター
with / ソープランド揉美山 / ナイトな夜 / theチビッコGANGS / LA軍艦 / theねこ☆スター / ザ・どげざ
- 4月4日 (日) 広島・尾道B&B
with / COMMUNE / セックスマシーン / LIFEBAIT / メガマサヒデ / タオル / 水玉ぱんつ / JACK-HI / WACHA / ONEHANDRED(g)
- 4月11日 (日) 兵庫・神戸スタークラブ
『世にも奇抜な物語 vol.7』
with / ナイトな夜 / ソープランド揉美山 / BLUEIII / 眼球 / dumo / H. / 四星球 / 膀胱チョップ / ボディーアタック / キャラメルバッチ
- 4月17日 (土) 兵庫・神戸ブレス
with / 大和 / セックスマシーン / 劇団ライオンバス / NEIRO / ワタナベフラワー / 山本.com / and more...
- 4月24日 (土) 愛知・名古屋鶴舞デイトリップ
THE MAD DOGS企画『中京亜無亜危甦吐集会其の十六』
with / THE MAD DOGS / GUSUS / キャノンボール / ザ☆ペラーズ / 四日市ぜんそく / 愚童 / RAID / RULOW / 膀胱チョップ
- 5月14日 (金) 高知・高知キャラバンサライ
MUSHA×KUSHA&T.O.T企画『The End』vol.7
with / MUSHA×KUSHA / T.O.T / ソープランド揉美山 / 花団 / ストロベリーソングオーケストラ / 犬ロシア
- 5月15日 (土) 徳島ジッターバグ
四星球企画『第5回毛が生えた日』
with / 四星球 / MUSHA×KUSHA / 花団 / ソープランド揉美山 / セックスマシーン
◆カズネリアス伯爵誕生！
- 5月16日 (日) 香川・香川baba★boom
with / LIFEBAIT / BLUE BEAT / Mule / 花団 / ソープランド揉美山 / セックスマシーン / Robin
- 5月22日 (土) 兵庫・神戸スタークラブ
巨乳まんだら王国企画『プロジェクトGORI -G計画- vol.2』
with / 花団 / ナイトな夜 / マキシマム・ザ・ホルモン / MUSHA×KUSHA / 赤犬 / ソープランド揉美山 / セックスマシーン / dumo / アナル玄藩-
- 6月5日 (土) 大阪・堀江CLUB VISION
with / ミンバイラ (クラブジャズダンス) / 調教 (SMショー) / 真 (ボディペイント) / SYO-STYLES (ドラッグクイーンショウ)
- 6月13日 (日) 東京・渋谷屋根裏
with / エスエム / 花団 / アナル玄藩 / ソープランド揉美山 / セックスマシーン / HEALTHY STUDENT / TRIPLE SHOTGUN / Hi-Gi / シンナーズ
- 6月25日 (金) 静岡・静岡サナッシュ
アナル巨乳ツアー1日目！
with / アナル玄藩 / CIRCLE HIGH PUNKS
- 6月26日 (土) 愛知・名古屋ハックフィン
アナル巨乳ツアー2日目！
with / アナル玄藩 / CHINA CHINA CHINA / 肉 / HELLGENOM
- 7月3日 (土) 兵庫・神戸ブレス
with / サイクロン / ソープランド揉美山 / セックスマシーン / ナルシストザムライ / ナップサック / 高速スライダー / ザ☆チェインギャング
- 7月21日 (水・オナニーの日) 『全世界王国民洗脳教育ツアー』
◆ファーストデビューアルバム『王国民洗脳教育セット』発売！
- 7月24日 (土) 東京・渋谷屋根裏
with / 大和 / セックスマシーン / PARKING OUT / STEREO VISION / ASIAN HAND
- 7月31日 (土) 兵庫・神戸VARIT.
変態2デイズ！1日目は『変態四天王』
with / 花団 / セックスマシーン / 膀胱チョップ
- 8月1日 (日) 兵庫・神戸VARIT.
変態2デイズ！2日目
with / 花団 / 死殺団 / ピンクレモネード / キャットフラメンコダンサーズ / ストロベリーソングオーケストラ
- 8月7日 (土) 大阪・南百済小学校
夏祭り
- 8月13日 (金) 兵庫・神戸VARIT.
ソープランド揉美山企画『ソープランドナイト！初夜！』
with / ソープランド揉美山 / ロリータ18号 / Number-1 / ワチャビンズ / カボチャパンツ
- 8月14日 (土) 愛知・名古屋新栄サンセットストリップ
with / ミルクティース / ロリータ18号 / 三日月ジョン / ナイトな夜 / Rhythm0 / GO GO JET / ボディーアタック / ハネウエルビッチ / カマキリバズノイズ / レッサーホース
- 8月15日 (日) 東京・渋谷ラママ
『殺害サミット12』-2004-
with / QP-CRAZY / 毒殺テロリスト / 死ね死ね団 / L.B.F. / 四日市ぜんそく / ザ・マッドエース / asia Rave / PLANET GOLD 2005 / 駄菓子菓子 / 半身不髄 / 百日紅呑海 / バロムワン / ウラミ観音DEATHテクノ / 鬼× / おばけえんとつ / [ゲスト] さくらんぼブービー
- 8月21日 (土) 福岡・黒崎マーカス
with / BABOOOON! / セックスマシーン / THE BRIAN TURKEY ROAD
- 9月10日 (金) 東京・渋谷チェルシーホテル
with / 花団 / デリシャスウィートス / ミルクティース
- 9月24日 (金) 兵庫・神戸ブレス
アナル玄藩企画「アナルナイト」
with / アナル玄藩 / ガーリックボーイズ / ソープランド揉美山 / EXPLOSION SACK
◆さわ世界紀行誕生！
- 9月25日 (土) 岡山・倉敷チボリ公園（遊園地）
ソープランド揉美山＆鉄卍男企画
『チボリロックフェスティバル2～バースデーSP～』
with/ ソープランド揉美山 / 花団 / マシリト / 小手 / セックスマシーン / 鉄卍男 / 虎うマックス / ナイトな夜 / ghostnote / 蓮獄
- 10月16日 (土) 東京・渋谷ラママ
リカちゃん企画『アチャコ!!2』
with / オナニーマシーン / 浅草ジンタ / QP-CRAZY / セックスマシーン / ソープランド揉美山
- 10月22日 (金) 大阪・アメリカ村TRIANGLE
- 10月30日 (土) 兵庫・神戸VARIT.
『プロジェクトGORI-G計画- vol.3～変態3マン♪巨乳VS花団VSソープ♪』
with / 花団 / ソープランド揉美山 / ナイトな夜 [O.A]
- 11月5日 (金) 大阪・アメリカ村KING COBRA
ニューロティカ企画『俺達いつでもロックバカ！vol.34』
with / ニューロティカ / gulff
- 11月19日 (金) フジテレビ
深夜番組「音箱登龍門」初収録
- 11月28日 (日) 東京・新宿歌舞伎町クラブハイツ
電撃ネットワーク南部虎弾プロデュース『新宿クレイジーナイト』
with / 電撃ネットワーク / ちむりん / だるま食堂 / ミラクルひかる / ザ・ショッキングやん / チョコボール向井 / 現役女子大生アイドル / 外人トップレスショー / and more...
- 12月11日 (土) 愛知・名古屋新栄サンセットストリップ
with / ナイトな夜 / D.D.T / レジオキング / SHOUT OF STARS / 7's Market / CELFISH / RUSH
- 12月12日 (日) 大阪・千日前クラブウォーター
ミルクティース ワンマンライブ『涙のワンマン大作戦～大阪編』
- 12月30日 (木) 兵庫・神戸VARIT.
世にも奇抜な物語【変態元年年末スペシャルオールナイト】
with / 花団 / ソープランド揉美山 / ナイトな夜 / 膀胱チョップ / MURATORIX / ストロベリーソングオーケストラ / ザ・ローリングチョップ / 山本新 / dumo / 死殺団 / ワチャビンズ / ボディーアタック / 四星球 / ザ・サタデーナイターズ / and more... (全17バンド)

### 2005年（10本）
- 1月9日 (日) 兵庫・神戸スタークラブ
with / マキシマム・ザ・ホルモン / ガーリックボーイズ / バミューダ☆バガボンド
- 1月21日 (金) 東京メディアシティー (TMCスタジオ)
深夜番組「音箱登龍門」収録
- 2月19日 (土) 東京・八王子RIPS
マキシマム・ザ・ホルモン企画『ガチンコ5曲勝負』
with / マキシマム・ザ・ホルモン / SABOTEN / DUGOUT / セックスマシーン / 虎うマックス / ダイゴマン温泉s /ガーリックボーイズ
- 2月20日 (日) ABC朝日放送 キングコングの「ほにゃらじお」
- 2月20日 (日) 東京・初台ドアーズ
10r.jp -ジュウアールジェイピー-
with / RADWIMPS / LeeLeeLewis / the Luck / ペガサス / シズカリズム
[VJ] ZAKULO entertainment / CodomoGraphics
◆モーリー非常勤講師誕生！
- 3月4日 (金) フジテレビ
CSフジテレビ721ch「木村カエラ in Friday Night Live」収録
- 3月6日 (日) 兵庫・神戸VARIT.
巨乳まんだら王国主催『プロジェクトGORI -G計画- vol.4』～浅草ジンタ＆セックスマシーンレコ発～
with / 浅草ジンタ(レコ発) / セックスマシーン(レコ発) / ソープランド揉美山 / モニカーズ(小吉川晃司愚連隊 ex.アナル玄藩) / 岡本三世 / 膀胱チョップ / ナイトな夜 / 四星球
- 3月11日 (金) フジテレビ
深夜番組「お笑い登龍門×音箱登龍門」ブチヌキSP収録
- 4月14日 (木) 大阪・心斎橋CLUB QUATTRO
マキシマム・ザ・ホルモン「ロッキンポ殺し」レコ発ツアー
with / マキシマム・ザ・ホルモン / locofrank / PAN / SABOTEN
- 4月22日 (金) 兵庫・神戸スタークラブ
マキシマム・ザ・ホルモン「ロッキンポ殺し」レコ発ツアー
with / マキシマム・ザ・ホルモン / ガーリックボーイズ / STOMPIN'BIRD / セックスマシーン
- 5月14日 (土) 兵庫・神戸スタークラブ
犬神サーカス団巡業2005「スケ番ロック・パーティー」
with / 犬神サーカス団 / 花団 / サンダーバーム
- 7月1日 (金) フジテレビ
深夜番組「音箱登龍門」収録
- 7月2日 (土・ナニ!?の日) 心斎橋CLUB☆JUNGLE / 大阪アメ村サンホール
花団VS巨まんツーマン『夢のツーマン変態頂上決戦！～大阪の変～』
- 7月29日 (金) フジテレビ
深夜番組「お笑い登龍門×音箱登龍門」ブチヌキSP収録
- 7月30日 (土) 三重RHYTHM
肉企画イベント第2弾『肉と伊勢と江頭2：50』
with / 肉 / 江頭2:50 / marverick troop / ethos / DoLINKS / THE O.N.G. / DJ YOKK・MAR・KING
- 8月2日 (火) 東京・お台場SDM
お台場冒険王2005 FUJIPOP音箱登竜門“夏deライブdaバーン！！”
with / [MC] 中野美奈子（フジテレビアナウンサー）/ 蒼井そら / 及川奈央 / 漁港 / JAGUAR / 装置メガネ / THE 冠 / マキシマム ザ ホルモン / hitomi
◆プリンセス中野誕生！
- 8月6日 (土・ハム!?の日) 東京・渋谷チェルシーホテル
花団VS巨まんツーマン『夢のツーマン変態頂上決戦！～東京の変～』
◆ゴリ国王隠居！
- 8月27日 (土) フジテレビ
【登龍門F～残暑お見舞いネタ祭り～】生放送
with / アジアン / アンタッチャブル / イシバシハザマ / エレキコミック / 及川奈央＆蒼井そら / 河辺千恵子 / 麒麟 / キングオブコメディ / ザ・プラン9 / 次長課長 / タイムマシーン3号 / タカアンドトシ / 竹山隆範(カンニング) / 千鳥 / トータルテンボス / ドランクドラゴン / 長井秀和 / 南海キャンディーズ / 波田陽区 / パッション屋良 / バナナマン / パペットマペット / ヒロシ / FUJIWARA / ペナルティ / ホリ / マギー審司 / 安田大サーカス / レギュラー

### 2006年（2本）
- 3月7日 (火) 教祖上京
- 10月8日 (日) 東京・八王子Match Vox＆RIPS
潤八チャリティーフェスティバル
with / 花団 / 四星球 / アナル玄藩 / ソープランド揉美山 / スモーキン / ユウテラス / ヤングマンサイコブルース / ゴールデンローファーズ / ゴーグルエース / ニューロティカ / セックスマシーン / 膀胱チョップ / MUSHA×KUSHA / マシリト / THE WellWells / レインボー喫茶 / ナイトな夜 / 夏待ちレスター / Dugout / プリンスアルバート / ミルクティース / ロットングラフティー / ギトギトハスラ→ / ガガガSP / ナナマーラ / メガマサヒデ / ハンサム兄弟
◆リュウタロ殿下、スナイパー勃起、さとレックス侯爵、怪盗マッシュ誕生
- 11月26日 (日) 東京・新宿歌舞伎町クラブハイツ
電撃ネットワーク南部虎弾プロデュース『新宿クレイジーナイト』
with / 電撃ネットワーク / 中村有志 / 葉月パル / レイパー佐藤 / きむこ / 新ちむりん / アントキの猪木with物まねプロレス軍団 / 南野やじ / Toshiki / and more... / [司会] ユリオカ超特Q

### 2007年（16本）
- 2月10日 (土) 東京・池袋LIVE INN ROSA
with / PLANET GOLD 2008 / SPEED-D EPISODE3 特攻野郎D-TEAM / Mu☆Mu / イビルキック
- 3月11日 (日) 東京・新宿ANTIKNOCK
with / MUSHA×KUSHA / マシリト / 花団
- 3月24日 (土) 東京・渋谷O-EAST
with / LINK / SLIME BALL / ジン / JUNIOR / STOMPIN'BIRD / OVER ARM THROW
- 3月24日 (土) 渋谷CHELSEA HOTEL
with / 赤犬 / 花団 / エスパー伊東
- 3月31日 (土) 埼玉・越谷EASY GOINGS
with / SEAGULL UPPER / OUTSIDE / SS.Company / Edit of Life / MURATORIX
- 4月8日 (日) 八王子MATCH VOX
with / ハンサム兄弟 / 四星球 / ユタ州
- 5月4日 (祝) 兵庫・神戸スタークラブ
with / 四星球 / MJ / 浅草ジンタ / ナイトな夜 / アナル玄藩
- 5月6日 (日) 愛知・名古屋サンセットストリップ
with / 四星球 / マイカー共済 / CRAZY興業 / 不完全密室殺人 / Ethnical Combination
- 6月2日 (土) 山梨・甲府コンビクション
with / 四星球 / 花団 / Endless / BLACKBOSS缶'z / ef-4 / [O.A] CARAMEL CLUNCH
- 6月3日 (日) 東京・渋谷サイクロン
『球トリ合戦』祝★四星球レコ発＆花団巨まん共同イベント
with / 四星球 / 花団
- 6月23日 (土) 東京・新宿ANTIKNOCK
with / マシリト / ジェネス / バミューダ☆バカボンド
- 8月4日 (土) 兵庫・神戸スタークラブ
with / 四星球 / ナイトな夜 / Tr.弾 / MORITA [O.A]
- 8月11日 (土) 東京・新宿ANTIKNOCK
阿部貴族＆巨乳まんだら王国主催「Green Festival '07」
with / ギトギトハスラ→ / 花団 / ナイトな夜 / ソープランド揉美山 / MUSHA×KUSHA / マシリト / SEGARE / セックスマシーン
- 9月15日 (土) 東京・高円寺Club Mission's
「球トリ合戦 Vol.2」
with / 花団 / 四星球 / ナイトな夜 [O.A]
- 12月22日 (土) 東京・目黒鹿鳴館
「MEGATON CLUB ～Xmas～」
with / 竹内光雄（D.T.R、HOT ROD CRUE、英光塾）/ 白田一秀（プレゼンス、元グランドスラム）/ 藤本泰司（D.T.R、DEAD POP STARS）
/ 高橋ロジャー和久（D.T.R、TheSONS）/ 山田信夫（NOB、P.A.F、元メイクアップ）/ 坂本英三（アンセム、英光塾）
/ 渡辺敦子（元プリンセス プリンセス）/ 西川茂（プレゼンス）/ 恩田快人（元ジュディ&マリー、HOT ROD CRUE、プレゼンス）
/ 寺沢功一（ライダー・チップス、元ブリザード）/ 大山正篤（元ZIGGY) / 梶原徹也（ザ・ブルーハーツ）/ 力石理江（ファンク・ロケッツ）
/ 清水賢治（D.T.R）/ 田中丸善威（クラウド・ナイン）/ 手島いさむ（元ユニコーン）/ YUKI（DUSTAR-3、元リュシフェル）…and more！！
- 12月31日 (月) 東京・新宿ANTIKNOCK
with / マシリト / Terror Squad / Arrastrandose / FIREBIRDGASS / CLEAVE / ぐしゃ人間 / SCOURGE

### 2008年（13本）
- 3月2日 (日) 東京・新宿HOLIDAY
with / PureQ&A / JIVE / SectMa / キャンゼル / Zip.er / つかさセッション
- 3月29日 (土) 愛知・名古屋Tiny7
with / 侍ダイナマイツ / ソープランド揉美山 / AKA-MAMUSHI DRINK
- 4月5日 (土) 東京・八王子MATCH VOX
with / 花団 / ガーリックボーイズ / GOOD 4 NOTHING / OOMA [O.A]
- 7月12日 (土) 滋賀・浜大津B♭
with / 花団 / SSIZE / karuNaa / caffeiN
- 7月13日 (日) 大阪・心斎橋MUSE
MUSHAxKUSHA結成十周年記念「蟲夜奏会 vol.3」
with / MUSHA×KUSHA / SHACHI / 花団 / OVER LIMIT / 一刀両断 / SEGARE
- 8月2日 (土) 東京・池袋マンホール
with / あのHUMPTY / スマイルレンジャー / バカ力 / リバーシブル吉岡 [OA]
- 9月7日 (日) 東京・明治公園
with / CORONA / minalu / SUPER DUMB / subliminal echoes / ばきりノす / KORAKORA / 芸術身体研究所 / KOH-SUKE / USAGI / 武田尋善 / 南阿豆 (MINAMI azu) / ASK / 早苗NENE / 人破乱 / bug-depayse / あだっち
- 9月15日 (祝) 東京・八王子ヨーロービル
花団presents「団子フェスティバル2008」
メインステージ (MatchVox・RIPS・papaBeat・Rinky Dink Studio 2nd 8スタジオ)
花団 / ニューロティカ / THE NEATBEATS / ロリータ18号 / Radio Caroline / TOMOVSKY / PAN / STANCE PUNKS / ガガガSP / The Youngman Psycho Blues / THE WELL WELLS / メガマサヒデ / ゴールデンローファーズ / THE TON-UP MORTORS / 四星球 / ユウテラス / 東狂アルゴリズム / ナナイロマン / ナイトな夜 / 辛井由実 / 虎うマックス / セックスマシーン / ピアノゾンビ / CARAMELMAN / SEGARE / Dugout / 沢田ナオヤ / BAZRA / MARGALINE / 中村啓士 / 町田直隆＆PK BATTLES
サブステージ (Rinky Dink Studio 1st 5スタジオ)
ナッパの家族 / ユタ州 / SPACE BOYS / MARMALADE BOYZ / CRAZY興業 / MINI SKA BOX / SEIROGAN / トランヂスター / OOMA / 唐草猫 / 馬浪マラカス団 / R2O / Endless / THE FUNAKiSS
◆リュウタロ殿下、さとレックス侯爵、ひろ☆料理長、妖精(フェアリー)お兄ちゃん隠居
- 11月3日 (月・祝) 大阪・大阪芸術大学
『2008大阪芸術大学・学園祭』軽音楽部ステージ
with / 大阪芸術大学軽音楽部首脳陣バンド
- 11月15日 (土) 東京・新宿Marble
花団企画『団子祭～八戸編～』
with / 花団 / 四星球 / 頭蓋骨陥没楽団 / NADEGATttA BOYS / ドラドラミ [O.A]
- 11月29日 (土) 東京・新宿JAM
with / 膀胱チョップ / さよならロックボーイズ / MURATORIX / ME-ISM / THE HOMESICKS / ピンクシガレット
- 12月6日 (土) 東京・渋谷CHELSEA HOTEL
桃尻東京テレビジョン企画『チャンネルはそのまま！Vol.7』
with / 桃尻東京テレビジョン / GEEKS / バックドロップシンデレラ / アプリコット
DJ / DJコータロー (from The Sneakers)
- 12月28日 (日) 東京・新宿Marble
with / ナッパの家族 / スワッピングブラザーズ / みにがりばー / CRAZY興業 / JOKERS / Selfish / CRAZY TURKEY / 少年犯罪 / シリアスフランク

### 2009年（20本）
- 2月7日 (土) 大阪・心斎橋MUSE
with / ニューロティカ / 四星球 / funny Skash / THE SKIPPERS / 矢印→
- 2月8日 (日) 大阪・堺東Goith
with / ニューロティカ / GELUGUGU / THE NEATBEATS / NATURAL MAN [O.A]
- 2月22日 (日) 東京・八王子Match Vox
『団子祭 ～新年会編～』
with / 花団 / ピアノゾンビ / トランヂスター / 馬浪マラカス団
- 3月13日 (金) 〜 5月7日 (木) 劇団☆新感線いのうえ歌舞伎・壊<Punk>蜉蝣峠　教祖出演
【東京公演】赤坂ACTシアター（3月13日～4月12日）
【大阪公演】梅田芸術劇場メインホール（4月21日～5月7日）
出演　古田新太　堤真一　高岡早紀　勝地涼　木村了　梶原善　粟根まこと　高田聖子　橋本じゅん他
- 5月16日 (土) 東京・池袋マンホール
with / ムラトリックス / ジャックバドラ / マリグナント・カンパニー / マイカー共済 / ゾンビ・ロリータ
- 5月21日 (木) 東京・渋谷O-WEST
傷だらけのヘビーメタル レコ発　オモロックコロシアム ～創世の章～ ー笑ってくれよ・・・ 世の中よ！
with / THE冠 / ロットングラフティー / UZUMAKI
- 5月30日 (土) 東京・新宿Marz＆Marble＆Motion
with / ナッパの家族 / テンションパーマ / セックスマシーン / 花団 / ゲビル / 四星球 / サイクロン / ライジングマン / スカトロックス / CRAZY興業 / HARACHIKA-グレコ / TheThanksLivingDay / きゃんでぃ☆といぼっくす / 侍ダイナマイツ / 桃尻東京テレビジョン / 元気堂 / ラスボスキン / みにがりばー / 柴田直己with半信半疑 / THE 抱きしめるズ / 白浜 / スワッピングブラザーズ / スリーマン / 号外スクランブル / FAIRYTALE / NON±SMOKING / and more...
- 6月20日 (土) 東京・新宿LOFT
『営利目的ライブ 最前列女性客演奏中手マン作戦』
with / 死ね死ね団/ QP-CRAZY / [OA] 夜桜星丸～PLANET GOLD2010～
- 7月4日 (土) 東京・渋谷CRAWL
with / ロマンチスト / rega / THE DROP OUTS / ドカンズ
- 7月11日 (土) 兵庫・神戸STAR CLUB
with / ニューロティカ / 大田クルー / 鉄と鉛 / SKULL CANDY / サイクロン / [OA] KUNG-FU
- 7月26日 (日) 千葉・柏PALOOZA
『オモロックコロシアム＠柏祭り』
with / 電撃ネットワーク / THE冠 / INO HEAD PARK / クンクンニコニコ共和国 / マグヴェリー
- 8月22日 (日) 東京・八王子MATCH VOX
『団子祭 ～恋の街響く都編～』
with / 花団 / ロットングラフティー / [OA] CANTOY
- 8月30日 (日) 東京・新宿Marble
with / ナッパの家族 / 桃尻東京テレビジョン / ライジングマン / ラスボスキン
- 9月23日 (祝) エジプト第五神殿or渋谷学園第八体育館
アメーバピグ内 ゲリラGIG「連休最後の夜に電脳オフ会」～いっしょに酒飲むぜ！
- 9月26日 (土) 大阪・心斎橋KING COBRA
with / 流血ブリザード / KING BROTHERS / A (エース) / ゴールデンボンバー / アナル玄藩 / memento森
- 10月25日 (日) 兵庫・神戸メリケンパーク
『GROWING KOBE＠神戸メリケンパーク』
【メインステージ】
コザック前田 / EGG BRAIN / SABOTEN / セックスマシーン / 四星球 / ナショヲナル / レトロ本舗 / 巨乳まんだら王国
【ストリートブース1：会場ステージ前ASOブース】
EIYU / ALL SWAMPS / ソウルストーン＆CO. / The OLDTONES / もるつオーケストラ / THE JERRY CURL / ALOHA BANANA
【ストリートブース2：会場ステージ前SAKEブース】
NUGGET / 矢印→ / JOY / THE DIM / JAM＆COOL / クーカン / nano plankton
- 10月31日 (土) 東京・下北沢CAVE-BE
with / MUSHA×KUSHA / SEGARE / セックスマシーン / podo
- 11月1日 (日) 静岡・清水JAMJAMJAM
with / MUSHA×KUSHA / SEGARE / セックスマシーン / THE Qo'noS / RED CHAMELEON / コルスモ
オープニングゲスト / ヒトリト
- 11月7日 (土) 埼玉・西川口Hearts
死村ソードのDIE！成仏ダァ～！3
怪々宣言ゲスト / 田代まさし
with / 毒殺テロリスト / 殺(KILL) / マモノ / 死ね死ね団 / THE DIGITAL CITY JUNKIES / 遺伝子組換こども会 / 密売KGYダビッドソン / リチウム / ゴリライモ / バロムワン / アナアキイズ / 駄菓子菓子 / リンパ腺破裂 / ザ・イチロウロックス / PLANET GOLD 2010
総合司会 / ツージーQ
- 11月28日 (土) 東京・渋谷DUO -music exchange-
オモロックコロシアム ～まぜるな危険!!! 異種音爆祭～
with / THE冠 / FOE / ニンジャマンジャパン
- 12月5日 (土) & 6日 (日) 東京・新宿MARZ&Marble&Motion
【12月5日(土)出演アーティスト】
快進のICHIGEKI / GIZMO / 城戸けんじろ＆THE TRUCKERS / 巨乳まんだら王国。 / GODO ON THE REEL / CONSTRUCTION NINE / 侍ダイナマイツ / SHIT HAPPENING / JUNIOR / SEGARE / セックスマシーン / ソライアオ / Chicken Head Maker / TOKYO WING BAND / TRIBAL JACK / 内藤重人with??? / NEW LIFE / バックドロップシンデレラ / HoLY WooD / banbi / White Crow / Megu Mild / +桃尻東京テレビジョン+ / THE UNIQUE STAR / Lyu:Lyu / RED JETS / LOTO / and more...(五十音順)
【12月6日(日)出演アーティスト】
OVERTHEDOGS / CANTOY / KiNGONS / CRAZY興業 / 元気堂 / ザ・サイレンズ / SUNDAYS / THE ZIPPERZ / 白井幹夫＆どこでもドアーズ / 四星球 / スワッピングブラザーズ / スリーマン / テンションパーマ / 東狂アルゴリズム / THE TON-UP MOTORS / ナッパの家族 / HARACHIKA-グレコ / ピアノゾンビ / PEACEWAVE / ザ・ピストンズ / The Homesicks / MINI SKA BOX / ラスボスキン / レジオキング / and more...(五十音順)

### 2010年（8本）
- 3月18日(木) 〜 5月13日(木) 劇団☆新感線SHINKANSEN☆RX薔薇とサムライ～GoemonRock OverDrive　教祖出演
【東京公演】赤坂ACTシアター（3月18日～4月18日）
【大阪公演】梅田芸術劇場メインホール（4月27日～5月13日）
出演　古田新太　天海祐希　浦井健治　山本太郎　神田沙也加　森奈みはる　橋本じゅん　高田聖子 粟根まこと　藤木孝他
- 6月12日 (土) 東京・渋谷ラママ
リカ企画『アチャコ！！theファイナル』
with / オナニーマシーン / 四星球 / セックスマシーン / +桃尻東京テレビジョン+
- 7月11日 (日) 東京・新宿Marble
with / CANTOY / KiLLKiLLS / 打首獄門同好会 / KNOCK OUT MONKEY / SECOND WALL
- 7月31日 (土) 東京・新宿LOFT
『営利目的ライブ 1バンドチケットノルマ120枚作戦』
with / 死ね死ね団 / QP-CRAZY / 毒殺テロリスト
◆ラオ少佐誕生！
- 10月3日 (日) 東京・両国SUNRIZE
MUSHA×KUSHA pressents 『エイガヤナイガ vol.1』
with / MUSHA×KUSHA / caramell / バックドロップシンデレラ / ピアノゾンビ / 打首獄門同好会
- 10月10日 (日) 埼玉・西川口Hearts
卍死村ソードNO!DIE成仏ダァ4卍
with / 毒殺テロリスト / 死ね死ね団 / 駄菓子菓子 / 殺 (KILL) / 流血ブリザード / リチウム / 遺伝子組換こども会 / バロムワン / THE DIGITAL CITY JUNKIES / 機械DOTEちん / Vagu＊Project / VIVIAN BOYS / TЯicKY / 燭台（怪） / イビルキック / THE ICHIROWROCKS / PLANET GOLD 2011 / 空想革命 / Bunny★Bunny
総合司会：フジジュン（おばけえんとつ）開会宣言ゲスト：ふとっちょ☆カウボーイ　ダッフンダ！ゲスト：CCR（マモノ
- 10月24日 (日) 千葉・柏PALOOZA
THE冠 pressents 『無冠の帝王』～永遠の咬ませ犬ツアー2010秋～
with / THE冠 / 音影 / THE SWINDLE / SECOND EFFORT
- 11月14日 (日) 神奈川・横浜F.A.D YOKOHAMA
with / THE冠 / 花団 / 快進のICHIGEKI / BUZZ PIECE
- 11月21日 (日) 東京・渋谷CHELSEA HOTEL
巨乳まんだら王国。pressents 『変態オリンピック 渋谷予選大会』
with / 花団 / 劇団鹿殺しRJP / ピアノゾンビ

### 2011年（34本）
- 1月8日 (土) 東京・渋谷O-WEST
with / SABOTEN / UNLIMITS / 花団
- 2月11日 (金・祝) 静岡・静岡Sunash
with / THE WEMMER / 打首獄門同好会 / FRYING DUTCHMAN / GIPSYLIPLY / SATAN MARIA / THE BLACK ROAR
- 2月12日 (土) 愛知・名古屋 池下CLUB UPSET
『打首乳首巨乳ですよろしくダカダダンジャーン』
with / マイカー共済 / 打首獄門同好会 / The ネッシーズ / BRIMAR
- 2月20日 (日) 東京・下北沢GARDEN
『アホサミット2011』
with / 劇団鹿殺しRJP / ナショヲナル
- 3月5日 (土) 兵庫・神戸 太陽と虎
『楽しくなかったら土下座します。 by松原』
with / ニューロティカ / 純☆コバ / 打首獄門同好会 / [OA] リバーシブル吉岡
- 4月24日 (日) 東京・下北沢ReG
with / GEEKS / フジヤマルーキー
- 5月1日 (日) 群馬・前橋DYVER
with / SEGARE / THE SHOWER
- 5月4日 (水・祝) 兵庫・神戸ポートアイランド(神戸ワールド記念ホール＆神戸夙川学院大学)
『COMIN'KOBE'11』
■ワールド記念ホール「アングラステージ」
【FlyingAct】サンダーバーム / Feed Back / 武装衝突 / フレデリック / 松井君と上田君とサヨナラバイバイズ / DRINKPED / 流血ブリザード / LUCY＆THE LIPSTIX / 巨乳まんだら王国。 / ザ・ゴールデンローファーズ / memento森 / N'夙川BOYS / ザ・たこさん
- 5月14日 (土) 滋賀・堅田HUCKLEBERRY
with / ASTROGRAPH / GEEKS / BACK-ON / Lawpha. / BALLY4
- 5月15日 (日) 大阪・心斎橋CLUB DROP
with / Laxity / GEEKS / 功 / HARVEST / RENOVATE / Hizmi / NOAHTIC / Quartet Color / 洗脳集団キミとロック / HONEY DRAGON
- 5月21日 (土) 茨城・鹿島LOOP
with / 花団 / Shink / fly sleep fly / 2×4 / 夢喰 / and more...
- 5月22日 (日) 福島・福島OutLine
with / GEEKS / EAM VERYS / The Maulitius / and more...
- 5月28日 (土) 岡山・岡山PEPPERLAND
『団子祭～花団デビューおめでとう編～』
with / 花団 / ソープランド揉美山 / セックスマシーン / ナイトな夜 / 打首獄門同好会
- 5月29日 (日) 愛知・名古屋新栄SONSET STRIP
『団子興業祭～花団メジャーデビューアルバム「花団」レコ発編～』
with / CRAZY興業 / 花団 / DATSUN320 / ナショヲナル / スパイク / [OA] 脳天ブチ抜きジェットサンダース
- 6月5日 (日) 埼玉・HEAVEN'S ROCKさいたま新都心VJ-3
with / THE冠 / The Hitch Lowke
- 6月26日 (日) 東京・池袋ADM
with / 打首獄門同好会 / 【opening guest】流血ブリザード
- 7月16日 (土) 岡山・岡山CRAZYMAMA 2nd Room
「顔射」ツアー1発目
with / naco / PAN De MIC / klang / 6 birds barked in the park / セクシャルダイナマイツ
- 7月17日 (日) 大阪・中津Vi-code
「顔射」ツアー2発目
with / 溺れたエビの検死報告書 / 流血ブリザード / フェミニン☆
MC / 深海魚くん(ストロベリーソングオーケストラ) / 宮悪戦車(ストロベリーソングオーケストラ)
- 7月18日 (月・祝) 愛知・名古屋新栄SONSET STRIP
「顔射」ツアー3発目
with / Lost☆Strap / 13minutes / パンクバンド / ユースケオールスターズ / and more...
guest / Theキャンプ / 巨乳まんだら王国
- 8月6日 (土) 東京・八王子Match Vox
「顔射」ツアー4発目
with / 四星球 / ピアノゾンビ
- 9月17日 (土) 兵庫・神戸 太陽と虎
巨乳まんだら王国。×劇団鹿殺しRJP『Wレコ発記念 ねこまんまツア－』
with / ジェイムス / 劇団鹿殺しRJP
- 9月19日 (月・祝) 京都・京都MOJO
巨乳まんだら王国。×劇団鹿殺しRJP『Wレコ発記念 ねこまんまツア－』
with / napola / Temple Children / VOZ SEM LIMITE / ザ・シテシヲマタズ / 劇団鹿殺しRJP
- 9月23日 (金・祝) 福岡・小倉WOW!
巨乳まんだら王国。×劇団鹿殺しRJP『Wレコ発記念 ねこまんまツア－』
with / BOUNCE TO FEET / 劇団鹿殺しRJP
- 9月24日 (土) 愛知・名古屋APOLLO THEATER
巨乳まんだら王国。×劇団鹿殺しRJP『Wレコ発記念 ねこまんまツア－』
with / 雑種天国 / Djenba Djenba / hiropons / マイカー共済 / 劇団鹿殺しRJP / and more...
- 9月25日 (日) 大阪・難波ROCKETS
巨乳まんだら王国。×劇団鹿殺しRJP『Wレコ発記念 ねこまんまツア－』関西ファイナル
with / うさぎさんの片耳ちょんぎったろか / 劇団鹿殺しRJP
- 10月1日 (土) 東京・下北沢SHELTER
巨乳まんだら王国。×劇団鹿殺しRJP『Wレコ発記念 ねこまんまツア－』東京ファイナル
with / 花団 / 劇団鹿殺しRJP
- 11月5日 (土) 東京・新宿JAM
with / 膀胱チョップ / 死殺団 / BLUEIII / さよならロックブラザーズ / SHEMONES / DFO（Do For Others）
- 11月12日 (土) 埼玉・西川口Hearts
with / ハイパーポケット / 空想革命 / Vagu＊Project / THE ICHIROWROCKS / 化猫 / サンドイッチで120分？ / THE DIGITAL CITY JUNKIES / リチウム / 殺(KILL) / 駄菓子菓子 / 死ね死ね団 / 流血ブリザード
- 11月20日 (日) 東京・八王子Match Vox
with / ゴールデンローファーズ / 東狂アルゴリズム / ジェイムス
- 12月11日 (日) 東京・池袋ADM
with / バックドロップシンデレラ / 流血ブリザード / 打首獄門同好会 / チョンマゲブラザーズ
- 12月18日 (日) 大阪・難波ROCKETS
with / リバーシブル吉岡 / アルカラ / シリカ / バックドロップシンデレラ / 佐伯誠之助 / MAMADRIVE / チョンマゲブラザーズ / キュウソネコカミ / 千日前ベビードールス / 文元大輔 / Bugって花井 / 秋葉令奈
food / 銭ゲバフルト(深夜喫茶銭ゲバ)
- 12月18日 (日) 兵庫・神戸 太陽と虎
with / HARVEST / Dolls realize / The Hitch Lowke / Muffic-Enter Tainment / クロノスタシス
- 12月21日 (水) 福島・福島OUTLINE
with / GEEKS / さらだぱん / Re:Fabulist / DJ教祖
- 12月24日 (土) 東京・渋谷Milky Way
with / GEEKS / TEAM VERYS / LOLI.COM(ロリコム)

### 2012年（19本）
- 1月7日 (土) 東京・八王子Match Vox
with / THE WELL WELLS / SPACE BOYS / Fated Lyeno / and more...
- 1月8日 (日) 東京・新宿LOFT
『セックスマシーンに事務能力がありませんでした vol.1』
with / セックスマシーン / 山本聡(ガガガSP) / 川崎テツシ(STANCE PUNKS) / まさ竹田(四星球) / テンションパーマ / 人生補欠 / +桃尻東京テレビジョン+ / and more...
- 1月21日 (土) 愛知・名古屋鶴舞DAYTRIP
with / 385 / 打首獄門同好会 / _ _ _ _*（テイヘン） / ドロロニカ / タンクトップス / ザ・ジョシコーセーズ
- 1月28日 (土) 東京・渋谷WWW
打首獄門同好会企画『お歌詞祭りWWW』
with / 打首獄門同好会 / B-DASH / バックドロップシンデレラ
- 2月18日 (土) 東京・下北沢ReG
with / 助っ人集団☆石井ジャイアンツ / 花団 / Selfish / HARACHIKA-グレコ
- 3月10日 (土) 大阪・心斎橋CLAPPER
『乳と尻と血と私。』
with / +桃尻東京テレビジョン / 流血ブリザード
- 3月26日 (月) 東京・八王子papaBeat
『パジャマパーティー～花団かず誕生日SP～』
総合司会 / 塚原一繁32歳 (花団)
LIVE / 羅陀神一番 (fromトランヂスター) / つるうちはな / 沢田ナオヤ / カワサキプロ (fromナショヲナル) / こーひー雲 / 遠藤亮介 (fromテンションパーマ) / ユタ州 / and more...
出し物 / 教祖イコマノリユキ (from巨乳まんだら王国。) / ホネヌキマン様とゲボク (fromピアノゾンビ) / ザ・レヲナルズ / キャプテン石井 (from助っ人集団石井ジャイアンツ) / キャンドルカズ / and more...
- 4月1日 (日) 東京・新宿ANTIKNOCK
with / 功 / 中出し少年 / 打首獄門同好会 / ジャックバドラ
- 4月7日 (土) 東京・新宿Naked Loft
『きんたミーノ×ホーキング青山！』
出演 / きんたミーノ（おかげ様ブラザーズ） / ホーキング青山（お笑い芸人） / トークゲスト：教祖イコマノリユキ（巨乳まんだら王国。）司会 / 藤原伸介
- 5月5日 (土・祝) 兵庫・神戸ポートアイランド
『COMIN'KOBE'12』
(神戸ワールド記念ホール＆神戸夙川学院大学)
■ワールド記念ホール「UNDERGROUND STAGE」
with / サンダーバーム / キュウソネコカミ / フレデリック / HAPPY / ZZZ'S / BERSERKER CHILDREN CLUB / THE LOCAL ART / 流血ブリザード / ザ・ゴールデンローファーズ / Droog / アナル玄藩 / BIG BONUS
- 5月7日 (月) 兵庫・神戸 太陽と虎
with / ナカノアツシ / アカシアオルケスタ / ソウルジャンクションズ / GIMMICK_SCULT / [OA.OA]GOLCHOBAB
- 5月20日 (日) 東京・渋谷O-CREST
バックドロップシンデレラpresents『脳みそクルクルナイト』
with / バックドロップシンデレラ / 四星球
- 6月9日 (土) 兵庫・神戸 太陽と虎
『アナル玄藩様vol.100000000～変態オリンピック神戸予選大会～』
with / アナル玄藩 / セックスマシーン / クリトリック・リス
- 7月1日 (日) 愛知・名古屋新栄SONSET STRIP
CRAZY興業 / 花団 / 四星球 / 忘れらんねえよ / CRAZY康雄興業(箱根) / KiNGONS / 明日、照らす / i GO / Menoz / 巨乳まんだら王国。
- 7月12日 (木) 東京・高田馬場CLUB PHASE
『怪優ロック大決戦』
出演 / 山内圭哉率いるW.M.O / 右近健一withスパイダースフロムキャバレー
ゲストシンガー / 福田転球 ゲストDJ / 教祖イコマノリユキ
- 7月16日 (月・祝) 東京・池袋ADM
『ピエロvs変態vs鬼畜[炎]』
with / ニューロティカ / 流血ブリザード
芸人 / クリスタルボウイ（浅井企画）/ BBゴロー / チャンス大城
- 8月5日 (日) 東京・池袋手刀
『乳と尻と血と私。第二章。』
with / +桃尻東京テレビジョン+ / 流血ブリザード
※スナイパー勃起、風疹によりライブ欠席。
- 8月19日 (日) 東京・池袋ADM
with / バックドロップシンデレラ / みそっかす / 空きっ腹に酒 / モダンガールズ
DJ / 教祖イコマノリユキ
- 10月13日 (土) 東京・渋谷CHELSEA HOTEL
■巨乳まんだら王国。初ワンマンLIVE『王国宮殿仮面舞踏会』
- 12月19日(水) 〜 2月28日(木) 劇団☆新感線2012年越冬興行　SHINKANSEN☆RX　ZIPANG PUNK〜五右衛門ロックIII　教祖出演
【東京公演】東急シアターオーブ（2012年12月19日〜2013年1月27日）
【大阪公演】オリックス劇場（2013年2月6日〜28日）
出演　古田新太　三浦春馬　蒼井優　浦井健治　高橋由美子　橋本じゅん　高田聖子　粟根まこと　村井國夫　麿赤兒他

### 2013年（21本）
- 3月16日 (土) 兵庫・神戸 太陽と虎
■巨乳まんだら王国。ワンマンLIVE『王国宮殿仮面舞踏会in神戸』
- 3月23日 (土) 東京・高円寺HIGH
with / 花団 / ゴーグルエース / HIROSHI ASAKUSA / ユタ州 / etc...
DJ / 教祖イコマノリユキ
- 3月30日 (土) 東京・八王子ヨーロービル
『団子フェスティバル2013～前夜祭～』
with / 花団 / THE WELL WELLS / セックスマシーン / ユタ州 / トランヂスター / 助っ人集団石井ジャイアンツ / GARLICBOYS / THE BOOGIE JACK / i GO / ハンサム兄弟 / ワタナベフラワー / 劇団鹿殺しRJP / THE TRUST BLAST / ザ・キャプテンズ / JEEP橋本 / CARAMELMAN / テルスター / 馬浪マラカス団 / Rigby / totanton / ザ・レヲナルズ
- 3月31日 (日) 東京・八王子ヨーロービル
『団子フェスティバル2013～ファイナル～』
with / 花団 / THE WELL WELLS / セックスマシーン / ユタ州 / トランヂスター / 助っ人集団石井ジャイアンツ / PAN / つしまみれ / STANCE PUNKS / つるうちはな / 山本新 / デリシャスウィートス / ピアノゾンビ / PRINCE ALBERT / MARSAS SOUND MACHINE / メガマサヒデ / ゴールデンローファーズ / 四星球 / 桃尻東京テレビジョン / PINKLOOP / MUSHA×KUSHA / スパイク / ハンサム兄弟 / ナショヲナル / 川口カズヒロ / OVER ARM THROW / RED BACTERIA VACUUM / THE SNEEZE / あべたかしGOLD / 夕焼けアフロ / CRAZY興業 / MARGALINE / テラサキミサ / Gacharic Spin / THE PARTYS / AT-FIELD / ノイズブラスバンド / JEEP橋本 / 東京チャンピオンボーイズ / MARMALADEBOYZ / ジャックバドラ / ゴーグルエース / サカセエレンOR / POLKADOT / 東狂アルゴリズム / 電脳戦隊ダイゴマン / ナイトな夜 / ザ・サイレンズ / 印藤勢 / ZOMBIESTARZ / FHOOTERS / The Youngman Psycho Blues / 遠藤亮介 / THE冠
- 4月5日 (金) 東京・青山ever
with / DJ教祖(巨乳まんだら王国。) / YUKITO(Raphael/HELL'S BAR) / RYUJ! / tenorikami(loopy relay) / mmts / Jun / DJ Lau / DJ MAX(MAXIMUM) / 西村ひよこちゃん / Lamia a.k.a wax / G-Boys
- 4月13日 (土) 東京・新宿LOFT
『第368回アホアホフェスティバル！』
with / ニューロティカ / 流血ブリザード / ＋桃尻東京テレビジョン＋ / 超新塾 / THE WELL WELLS / THE冠 / ブラジルUFO
- 4月20日 (土) 愛知・名古屋池下CLUB UPSET
『第368回アホアホフェスティバル！』
with / ニューロティカ / 流血ブリザード / 超新塾 / THE WELL WELLS / アナル玄藩
- 4月21日 (日) 大阪・心斎橋CLUB DROP
『第368回アホアホフェスティバル！』
with / ニューロティカ / 流血ブリザード / ＋桃尻東京テレビジョン＋ / 超新塾 / THE WELL WELLS / アルコールスパイキー
- 4月29日 (月・祝) 兵庫・神戸ポートアイランド(神戸ワールド記念ホール＆神戸夙川学院大学)
『COMIN'KOBE'13』
■UNDERGROUND STAGE (ワールド記念ホール食堂)
with / 家出少年 / フレデリック / KETTLES / HAPPY / QOOLAND / SAPPY / プププランド / DOROTHY / THE 天国カー / バニーブルース / TEENAGER SEXLESS / bradshaw
- 6月9日 (日) 兵庫・神戸 太陽と虎
『アナル玄藩様 ビヨンド』
with / アナル玄藩 / 流血ブリザード / クリトリック・リス / 巨乳まんだら王国。
- 7月21日 (日) 東京・池袋ADM
with / セックスマシーン /【O.Guest】KN750R　　◆交通整理誕生！
- 8月10日 (土) 東京・新代田FEVER
with / 猛毒 / 流血ブリザード / THE DIGITAL CITY JUNKIES / 機械DOTEちん / バロムワン / おいおい教 / HERNIA_44 / ぐしゃ人間 / 駄菓子菓子 / アナアキイズ / ヒゲと味噌汁 / 髑髏首
＜閉会宣言ゲスト＞なだぎ武 ＜MC＞フジジュン
- 8月18日 (日) 兵庫・神戸 太陽と虎
with / LIZARD'S TAIL / ザ☆メンテナンス
- 8月24日 (土) 東京・新宿Decadance BAR
【パフォーマンス】ストロベリーソングオーケストラ / Nowhere Divine / The HOOKERS / 巨乳まんだら王国。
【DJ】ギュウゾウ(電撃ネットワーク) / Narumi(Head Phones President) / YUKIO(BAR PSY) / 千尋(TOKYO DARK CASTLE) / RYZ(TOKYO DECADANCE) / ooo(皿師屋) / WAKANA(DARK DIMANTION)
- 9月28日 (土) 東京・立川BABEL
with / 功 / GEEKS / MUSHAxKUSHA / 燭台(怪) / Boiler陸亀(大阪) / つぐもの / Ailiph Doepa
- 10月5日 (土) 東京・新木場1st RING
【出演アーティスト】BATCAVE / B.I.G JOE / B-DASH / サイプレス上野とロベルト吉野 / 鎮座DOPENESS / 髑髏首 / kamomekamome / MINOR LEAGUE / SLANG / THORN / WOLF PACK
【お笑い】アームストロング / 今仁 / 江戸むらさき / タカダ・コーポレーション / チームせじけん
【プロレス】FREEDOMS 〜 葛西純 / 佐々木貴 / and more 〜
- 11月3日 (日) 東京・渋谷CLUB CRAWL
『乳と尻と血と私 2013』
with / +桃尻東京テレビジョン+ / 流血ブリザード / [OA] the moroglasys
前説 / フジジュン
- 11月10日 (日) 神戸VARIT.＆CHICKEN GEORGE
with / 黒猫チェルシー / 踊ってばかりの国 / 下山-GEZAN- / コロボックルズ / フレデリック / 流血ブリザード / ワッツーシゾンビ / THE INRUN PUBLICS / THINK AGAIN / bacho / FIVE NO RISK / NOT A NAME SOLDIERS / The BEG / THE噛ませ犬 / and more...
- 12月7日 (土) 東京・渋谷CYCLONE＆GARRET
with / Take ambulance / sylph emew / JUST CHRONICLE / PANIC in the BOX / ANARCHY STONE / CANTOY / VIVASNUT / EYES MEAN NOTHING / BLACK BILLY / THE WELLWELLS / 打首獄門同好会
- 12月22日 (日) 大阪・天王寺FIRELOOP
with / バックドロップシンデレラ / Boiler陸亀 / 打首獄門同好会 / 空きっ腹に酒
◆スナイパー勃起隠居[4]
- 12月27日 (金) 東京・下北沢CLUB251
with / 山内圭哉率いる「Wat Mayhem Orchestra」 / 椿鬼奴率いる「金星ダイヤモンド」
DJ / 教祖イコマノリユキ

### 2014年（12本）
- 1月18日 (土) 北海道・札幌SUSUKINO 810
巨乳まんだら王国がやってくる！～SAPPOROCITYはまんだらけ～
with / 臨界モスキー党 / HELLSY AND DYNAMITES / モハメドアリキャンペーン / THE LiBERALS
SMショー / 棘道亜沙燈
DJ / ラモーン鉄男（ROCK'IN JECTION）
- 1月19日 (日) 北海道・札幌SUSUKINO 810
巨乳まんだら王国がやってくる！～SAPPOROCITYはまんだらけ～
with / ジプシーローズ / ハイカロリーズ / Passion Pit Libido / 後死魔II / Dann and TheRhythm Jerks
Performance / DAMA / 愛子
DJ / ラモーン鉄男(ROCK'IN'JECTION)
- 2月16日 (日) 下北GARDEN 
with / 劇団鹿殺しRJP / 流血ブリザード / 功
◆ゴムサック教授　竿自慢艦長誕生！
- 3月27日(木) ～ 4月6日(日) 劇団鹿殺し「喇叭道中音栗毛」
東京公演に教祖出演
- 4月19日 (土) アホフェス大阪DROP 
with / ニューロティカ / 流血ブリザードfeaturingウルフパック井上 / ＋桃尻東京テレビジョン＋ / アナル玄藩 / ハッピーピープル
- 5月17日 (土）O-CREST
with / バックドロップシンデレラ
- 6月28日 (土）アホフェス新宿アンチノック
with / ニューロティカ / 流血ブリザード / ＋桃尻東京テレビジョン＋ / 猛毒 / NATURE DANGER GANG / ブラジルUFO / JET BOYS
- 9月27日 (土) 茨城・水戸ソニック
with / バックドロップシンデレラ / 八十八ヶ所巡礼 / セックスマシーン
- 10月18日 (土) 東京・下北沢GARDEN
巨乳まんだら王国。ワンマン『王国宮殿仮面舞踏会』淫下北沢
3rd mini Album「ちん毛02」先攻発売決定！
- 11月14日 (金) 東京・高田馬場CLUB PHASE
『怪優ロック大決戦 Vol,2 ～おかえり！菜月チョビの巻～』
with / 山内圭哉率いるW.M.O（ワット・メイヘム・オーケストラ） / 劇団鹿殺しRJP
【DJ】教祖イコマノリユキ
- 12月6日 (土) 東京・渋谷チェルシーホテル
ちん毛散らしツアー1日目 「脳みそクルクルナイト 東名阪ツアー 東京編」
with / バックドロップシンデレラ / 打首獄門同好会
- 12月7日 (日) フィーバーオブ静岡
ちん毛散らしツアー2日目「FEVER OF SHIZUOKA STYLISH」
with / マスタッシュ / The Cavemans / SLUMS DRUMS / ランランランズ / ぱいぱいでか美 / はぐち / ハラフロムヘル / Rosy John
- 12月13日 (土) 大阪・天王寺Fireloop
ちん毛散らしツアー3日目 「脳みそクルクルナイト 東名阪ツアー 大阪編」
with / バックドロップシンデレラ / 打首獄門同好会
- 12月14日 (日) 愛知・名古屋サンセットストリップ
ちん毛散らしツアー4日目「脳みそクルクルナイト 東名阪ツアー 名古屋編」
with / バックドロップシンデレラ / 打首獄門同好会
- 12月23日 (火・祝) 東京・新宿ANTIKNOCK
功 &新宿ANTIKNOCK企画【新宿セラピーナイツ&騎士】
with / 功 / カイモクジショウ / 妖精達 / GCAC / 中出し少年 / THE PARTYS / INFECTION / BEBOP / Jill / ZOMBIE LOLITA / 殺助 / 病気マン...

### 2015年（7本）
- 1月12日 (月・祝) 東京・池袋ADM
パンイツの日『冬のパンイチまつり』
with / +桃尻東京テレビジョン+ / 流血ブリザード
ゲスト：クリトリック・リス
- 1月17日 (土) 山梨・甲府CONVICTION
with / バックドロップシンデレラ / 八十八ヶ所巡礼 / 打首獄門同好会 / The Black Velvet
- 1月31日 (土) 茨城・水戸クラブソニック
with / ザ・キャプテンズ / Lonesome Dove Woodrows / ザ・バンビーズ / プレーンズ
- 3月1日 (日) 東京・町田Nutty's
with / クリトリック・リス / 絵恋ちゃん / ザ世界大戦ズ / しずくだうみ
- 3月14日 (土) 東京・新宿アンチノック
『第368回アホアホフェスティバル』
with / ニューロティカ / 流血ブリザード / ＋桃尻東京テレビジョン＋ / 妖精達 / おいおい教バンド
- 2015年劇団☆新感線35周年 オールスターチャンピオンまつり「五右衛門vs轟天」
【大阪公演】2015年5月下旬～6月下旬
シアターBRAVA！
【福岡公演】2015年7月中旬
キャナルシティ劇場
【東京公演】2015年7月下旬 - 9月上旬
赤坂ACTシアター
＜出 演＞
古田新太、 橋本じゅん
松雪泰子、池田成志、賀来賢人
高田聖子、粟根まこと
右近健一、河野まさと、逆木圭一郎、 村木よし子、インディ高橋、山本カナコ、礒野慎吾、吉田メタル、中谷さとみ、保坂エマ
村木仁、川原正嗣、冠徹弥、教祖イコマノリユキ ほか
- 9月23日 (水・祝) 東京・新宿ロフト
『狂喜！！鬼畜生誕祭“ユダフェスト”』
with / 流血ブリザード / QP-CRAZY / 凛
スペシャルゲスト / KATSUTA★
- 10月24日 (土) 大阪・心斎橋DROP
『王国宮殿仮面舞踏会2マン』
巨乳まんだら王国。 vs 流血ブリザード

### 2016年（1本）
- 1月9日 (土) 東京・池袋ADM
『巨乳まんだら王国。建国25年祭』活動休止ワンマン
オープニングアクト 花団
- 2016年劇団☆新感線夏秋興行SHINKANSEN☆RX
『Vamp Bamboo Burn～ヴァン!バン!バーン!～』
【長野公演】
8/5[金] - 7[日] サントミューゼ
【東京公演】
8/17[水] - 9/18[日] 赤坂ACTシアター
【富山公演】
10/7[金] - 9[日] オーバード・ホール
【大阪公演】
10/19[水] - 31[月] フェスティバルホール
作：宮藤官九郎 演出：いのうえひでのり
出演：
生田斗真
小池栄子、中村倫也、神山智洋（ジャニーズWEST）
橋本じゅん、高田聖子、粟根まこと
篠井英介
徳永ゆうき、紘毅、松田 翔
右近健一、河野まさと、逆木圭一郎、村木よし子、インディ高橋、山本カナコ、礒野慎吾
吉田メタル、中谷さとみ、保坂エマ、村木仁、川原正嗣、冠徹弥、教祖イコマノリユキ ほか

### 2017年（3本）
- 8月1日(火) 東京・新宿ReNY
『♀フェス 〜日本一おもろいバンド決定戦〜』
with / THE冠 / 巨乳まんだら王国 / 花団 / 打首獄門同好会 / 四星球 / ヤバイTシャツ屋さん
- 9月16日(土) 東京・下北沢CLUB 251
『TOKYO CALLING 2017』
with / セックスマシーン / ニューロティカ / SABANNAMAN / THREE LIGHTS DOWN KINGS / MINAMI NiNE / THE 夏の魔物 / THE冠 / STANCE PUNKS / ガガガSP
- 9月30日(土) 兵庫・神戸空港島多目的広場 特設野外ステージ
『長田大行進曲2017』
【NAGATA STAGE】OA：大阪紅牛會 / KNOCK OUT MONCKEY / MOROHA / 爆弾ジョニー / ET-KING / フラワーカンパニーズ / STUNCE PUNKS / マキシマム ザ ホルモン
【SUMA STAGE】忘れらんねえよ / 花団 / SA / 夜の本気ダンス / 感覚ピエロ / ヤバイTシャツ屋さん / 175R / ガガガSP
【ITAYADO STAGE】POT / オメでたい頭でなにより / まつたけなぎさ / 流血ブリザード / 後藤雪絵 / 巨乳まんだら王国。 / メガマサヒデ

### 2018年（9本）
- 7月7日(土) 沖縄・那覇Output
巨乳まんだら王国。大百科ツアー『Shall We？。』
with / ブラジルUFO / ワンチャイコネクション / 地獄車 / MODA SEA / shakai no hazimari / 南部マンゴーパーティーズ
- 7月12日(木) 東京・渋谷O-EAST
『♀フェス'18 〜日本一おもろいバンド決定戦〜』
with / 打首獄門同好会 / 四星球 / SEX MACHINEGUNS / 花団 / ベッド・イン
- 7月21日(土) 大阪・アメリカ村DROP
巨乳まんだら王国。大百科ツアー『巨乳アナル流血アンダーヘア首脳会談』
with / アナル玄蕃 / 流血ブリザード / UNDERHAIRZ
- 8月14日(火) 東京・高円寺ヴィレッジヴァンガード
巨乳まんだら王国。大百科ツアー『インストアイベント』
出演 / 教祖イコマノリユキ / スナイパー勃起 / 妖精お兄ちゃん / 怪盗マッシュ / アルプス乃宮
※ ミニライブ＋特典お渡し会
- 9月14日(金) 大阪・アメ村ヴィレッジヴァンガード
巨乳まんだら王国。大百科ツアー『インストアイベント』
出演 / ゴリ国王 / マーニ長官
※ ミニライブ＋特典お渡し会
- 9月17日(月・祝) 東京・池袋ADM
巨乳まんだら王国。大百科ツアー＆
11代目梅雨将軍2man series『挫・巨乳まんだら人間。』
with / 挫・人間
- 10月27日(土) 千葉・柏PALOOZA
巨乳まんだら王国。大百科ツアー＆
ピアノゾンビ企画『骨殺し巨乳花まんナイト』
with / ピアノゾンビ / 花団
- 11月24日(土) 東京・高田馬場CLUB PHASE
巨乳まんだら王国。大百科ツアー＆
マイナス人生オーケストラ東阪十本主催『誤重の答』
with / マイナス人生オーケストラ / 流血ブリザード
- 12月9日(日) 茨城・水戸club SONIC
巨乳まんだら王国。大百科ツアー＆
挫・人間 TOUR 2018/19『厨二病？いや、チューしよう』
with / 挫・人間 / 眉村ちあき

### 2019年（8本）
- 1月19日(土) 〜 20(日) 兵庫・神戸ワールド記念ホール
『around 10th Anniversary MUSIC ZOO WORLD』
19日出演者
【太陽ステージ】リバーシブル吉岡 / ReVision of Sence / バックドロップシンデレラ / ベッド・イン / 感覚ピエロ / セックスマシーン!! / BRAHMAN / ヤバイTシャツ屋さん
【虎ステージ】クリトリック・リス / 超能力戦士ドリアン / オメでたい頭でなにより / 巨乳まんだら王国。 / 夜の本気ダンス / 四星球 / ガガガSP / キュウソネコカミ
20日出演者
【太陽ステージ】iTuca / THE SKIPPERS / HAWAIIAN6 / 10-FEET / SUPER BEAVER / ROTTENGRAFFTY
【虎ステージ】EGG BRAIN / SiM / SABOTEN / SHADOWS / The BONEZ / HEY-SMITH
- 3月3日(日) 東京・八王子Papabeat他
『HACHIDORI2019 -HACHIOJI ROCK DREAM-』
【Match Vox】ピアノゾンビ / グッドモーニングアメリカ / 絶叫する60度 / SECRET 7 LINE / バックドロップシンデレラ / ヒステリックパニック / Winners / セックスマシーン!! / フラチナリズム
【RIPS】さよならポエジー / SABOTEN / DRADNTS / SKA FREAKS / THE SKIPPERS / SHACHI / HOT SQUALL / SpecialThanks / 39degrees
【Papabeat】OCEANS / ONIONRING / DATSUN320 / 巨乳まんだら王国。 / INKYMAP / THE BOOGIE JACK / SKALAPPER / MINAMI NiNE / LIFriends / 花団
他14会場
- 3月31日(日) 東京・池袋手刀
巨乳まんだら王国。大百科ツアー＆
ザ・キャトルミューティレーションズ主催『ミチトノソウグウ VOL.1』
with / ザ・キャトルミューティレーションズ / ザ・シンナーズ / THE NOSTRADAMNZ / BLOOD ROAR / ナックルチワワ（O.A）
DJ / ゴキミ。（Aichi.xxx）
- 4月14日(日) 東京・渋谷CHELSEA HOTEL
巨乳まんだら王国。大百科ツアー＆
劇団鹿殺しRJP主催『渋谷英雄列伝〜鹿と巨まんとゾンビの宴〜』
with / 劇団鹿殺しRJP / ピアノゾンビ
- 4月30日(火・祝) 京都・京都MUSE
巨乳まんだら王国。大百科ツアー＆
THE冠主催『あなたは○○(新元号)最初の日何をしますか？』
with / THE冠 / 花団
- 6月22日(土) 宮城・仙台FLYNG SON
巨乳まんだら王国。大百科ツアー＆
みんぐpresents『搾乳祭～仙台初搾り～』
with / 流血ブリザード /「ゆ」/ る
- 7月20日(土) 東京・渋谷CHELSEA HOTEL
■ワンマンLIVE『巨乳まんだら王国。大百科ツアー ファイナル』
- 10月2日(水) 〜 3日(木) 大阪・大阪BIG CAT
『♀フェス’19 〜超大阪爆笑宣言〜』
【2日出演者】打首獄門同好会 / 超能力戦士ドリアン / 巨乳まんだら王国。/ THE冠 / SEX MACHINEGUNS / PAN
【3日出演者】オメでたい頭でなにより / jealkb / 四星球 / バックドロップシンデレラ / 東京ゲゲゲイ / ベッド・イン / 花団

### 2020年（1本）
- 8月10日(月・祝) 東京・池袋Adm
■ワンマンLIVE『巨乳まんだら王国。建国30年記念祭。』
ツイキャス配信LIVE

### 2021年（2本）
- 6月20日(日) 東京・池袋Adm
十四代目梅雨将軍2man series「教祖将軍」
with / Su凸ko D凹koi
- 12月20日(月) 東京・SHIBUYA eggman
♀フェス2021〜らスペシャル〜 「コロナ禍だけどとりあえずやれることやってみた」
with / THE冠 / 花団 / ベッド・イン（にぎやかし）

### 2022年（2本）
- 2月12日(土) 青森・八戸ROXX
団子祭〜花団ベストアルバムレコ発初日SP〜
with / 花団 / 冠 徹弥（The冠）/ 森田くみこ/ 奥 勝太郎（モルダウ）
- 3月26日(土) 富山・富山LOG SESSION
RYUTARO お誕生日LIVE「厄年？迷信なんてぶっ飛ばすポジティブ全開GIG」
with / Re-DRIVE / fazeっぽいバンド2022 / 寅BAND

### 2023年（4本）
- 1月27日(金) 東京・八王子Match Vox
店長奥40歳記念イベント-マシマシ王国-
with / セックスマシーン！！ / マシリト

- 2月4日(土) 大阪・GORILLA HALL

♀フェス2023 〜一応ツアーなんだが、東京と大阪だけなんです〜
with / 打首獄門同好会 / 鬼龍院翔（ゴールデンボンバー）/ バックドロップシンデレラ / THE冠 / 花団
- 3月26日(日) 東京・新宿ANTIKNOCK

RYUKETSU BLIZZARD pre DIRTY SCUM PARADE Vol.8 〜ULTRA CHAOS BIRTHDAY PARTY〜
with / 流血ブリザード / Vanishing / HELL DUMP / DJ：路亜 / 司会：ブタモリさん
- 11月11日(土) 兵庫・神戸太陽と虎

アナル玄蕃主催「俺たちの勃起だ！！」
with / アナル玄藩 / 流血ブリザード / オープニングセレモニー：オナニ渕剛

### 2024年（3本）
- 7月7日(日) 東京・池袋Adm

十七代目梅雨将軍2man series「花まん将軍」
with / 花団 / (O.A)性闘士☆準矢
- 10月6日(日) 東京・渋谷CYCLONE

UD＆BISON  BIRTHDAY PARTY “SUNDAY NIGHT SLAM MASTERS”
with / 流血ブリザード / HELL DUMP / MELT4 / SMASH YOUR FACE / メリケンチワワ
- 11月30日(土) 兵庫・神戸 太陽と虎

太陽と虎14周年記念【TOWER OF SUN＆TIGER -いい竿の日-】
with / 花団 / 極樂万博 / O.A:マリブコライド

### 2025年（2本）
- 3月29日(土) 東京・池袋手刀

チャンネルはそのまま！【アルプス生誕祭】
with / +桃尻東京テレビジョン+ / SABAKI / パンクデンタク / DJ モチヅキマサル
- 4月5日(土) 兵庫・神戸 太陽と虎

シコシコ万博2025
with / アナル玄藩 / UNDER HAIRZ / オナニ淵剛 / クリトリック・リス / 流血ブリザード

## タイアップ
- 「GO AHEAD!!」
PS2ゲーム『プロ野球スピリッツ2』テーマソング
プロ野球スピリッツ2公式サイトでは「巨乳」という言葉は使えない為、「巨○まんだら王国」と表されている。
- パチスロ「国際サラリーマンとおるくん」（KPE）
大当たり中の音楽に「ホルスタイン」が使用されている。